# Jürgen Ernstberger
Jürgen Ernstberger (* 1975 in Marktredwitz) ist ein deutscher Ökonom und Professor für Betriebswirtschaftslehre (BWL). Er ist seit Oktober 2014 Lehrstuhlinhaber für Rechnungslegung an der TUM School of Management der Technischen Universität München (TUM).

## Leben
Jürgen Ernstberger studierte von 1996 bis 2001 Betriebswirtschaftslehre an der Universität Regensburg und an der Copenhagen Business School in Kopenhagen, Dänemark.
Er promovierte 2004 mit summa cum laude bei Gerhard Scherrer an der Universität Regensburg. Seine 2004 veröffentlichte Dissertation trug den Titel "Erfolgs- und Vermögensmessung nach International Financial Reporting Standards (IFRS)".
Jürgen Ernstberger habilitierte 2009 bei Axel Haller an der Universität Regensburg.
Er fungierte von April 2009 bis zum 30. September 2014 als Lehrstuhlinhaber für Accounting, insbesondere Auditing (Wirtschaftsprüfung) an der Ruhr-Universität Bochum.
Jürgen Ernstberger ist seit Oktober 2014 Inhaber des Lehrstuhls für Rechnungslegung an der "TUM School of Management" der Technischen Universität München (TUM).

## Forschungsschwerpunkte
Jürgen Ernstbergers Forschungsinteressen sind Auswirkungen der Einführung der International Financial Reporting Standards (IFRS), Enforcement der Rechnungslegung, Rechnungslegung und Corporate Governance, Corporate Social Responsibility sowie Financial Instruments.

## Auszeichnungen
Jürgen Ernstberger erhielt folgende Auszeichnungen:
- 2008: Best Paper Award des jährlichen Kongresses der European Accounting Association
- 2010: Best Conference Paper Award der 72. Pfingsttagung des Verbands der Hochschullehrer für Betriebswirtschaftslehre
- 2011: Best Paper Award – International Accounting Section Midyear Conference, Tampa, 2011.

## Schriften (Auswahl)
- Erfolgs- und Vermögensmessung nach International Financial Reporting Standards (IFRS). Lang, Frankfurt am Main / Berlin / Bern / Brüssel / New York / Oxford / Wien 2004, ISBN 3-631-53171-0 (Zugleich: Universität Regensburg, Dissertation, 2004).
- Ralf Bergheim / Jürgen Ernstberger / Michael W. M. Roos: How do fair value measurements of financial instruments affect investments in banks? Ruhr-Universität Bochum, Bochum 2014, ISBN 978-3-86788-555-3.